# Onda di Alfvén
Un'onda di Alfvén è una tipologia di onda magnetoidrodinamica.

## Definizione fisico-matematica
Dal punto di vista fisico, un'onda di Alfvén è una perturbazione ondulatoria del plasma che si propaga tramite l'oscillazione di ioni all'interno di un campo magnetico. La densità di massa degli ioni è all'origine dell'inerzia, mentre la tensione delle linee del campo magnetico dà luogo alla forza di ripristino.
L'onda si propaga in direzione del campo magnetico, sebbene le onde esistano anche con un'incidenza obliqua, trasformandosi però in onde magnetosoniche quando la propagazione è perpendicolare al campo magnetico. Il moto degli ioni e la perturbazione del campo magnetico avvengono nella stessa direzione, mentre risultano trasversali alla direzione di propagazione dell'onda.
L'onda si propaga con la velocità:
{\displaystyle v_{A}={\frac {B}{\sqrt {\mu _{0}n_{i}m_{i}}}}} nel Sistema Internazionale
{\displaystyle v_{A}={\frac {B}{\sqrt {4\pi n_{i}m_{i}}}}} nel Sistema c.g.s.
{\displaystyle \qquad \ =(2.18\times 10^{11}\,{\mbox{cm/s}})\,(m_{i}/m_{p})^{-1/2}\,(n_{i}/{\rm {cm}}^{-3})^{-1/2}\,(B/{\rm {gauss}})}
dove {\displaystyle v_{A}} è la velocità dell'onda di Alfvén, B è l'intensità del campo magnetico, {\displaystyle \mu _{0}} è la permeabilità magnetica del plasma, {\displaystyle n_{i}} è la densità numerica di ioni e {\displaystyle m_{i}} è la massa degli ioni.
In presenza di campi magnetici molto intensi o di piccole densità ioniche, la velocità dell'onda di Alfvén si approssima a quella della luce; di conseguenza, l'onda di Alfvén assume i connotati di una vera e propria onda elettromagnetica.

## Derivazione della velocità dell'onda
Per derivare l'espressione della velocità di Alfvén si parte dalle equazioni della magnetoidrodinamica ideale (cioè, con resistività nulla):
{\displaystyle \,(1)\qquad {\frac {\partial \rho }{\partial t}}+\nabla \cdot (\rho \mathbf {v} )=0\,} .
{\displaystyle \,(2)\qquad \rho \left[{\frac {\partial \mathbf {v} }{\partial t}}+(\mathbf {v} \cdot \nabla )\mathbf {v} \right]=-\nabla p+{\frac {1}{\mu _{0}}}(\nabla \times \mathbf {B} )\times \mathbf {B} \,} .
{\displaystyle \,(3)\qquad {\frac {\partial \mathbf {B} }{\partial t}}=\nabla \times (\mathbf {v} \times \mathbf {B} )\,} .
{\displaystyle \,(4)\qquad {\frac {\partial p}{\partial t}}=-\gamma p(\nabla \cdot \mathbf {v} )-\mathbf {v} \cdot \nabla p\,} .
a cui abbiamo aggiunto come quarta equazione l'equazione di stato adiabatica in forma fluida, cioè la derivata totale di {\displaystyle p/\rho ^{\gamma }=\mathrm {cost.} }
Nell'effettuare la derivata totale della densità {\displaystyle \rho } si utilizza l'identità:
{\displaystyle \,\qquad {\frac {\mathrm {d} \rho }{\mathrm {d} t}}=-\rho (\nabla \cdot \mathbf {v} )\,} .
che si ottiene utilizzando l'equazione di continuità (1). Pertanto l'equazione (4) contiene già implicitamente l'equazione di continuità (1), che quindi non verrà più utilizzata nel seguito. 
Per ottenere una equazione delle onde, si linearizzano le equazioni (1)-(4) intorno a una posizione di equilibrio, definita da {\displaystyle p=p_{0}}, {\displaystyle \rho =\rho _{0}}, {\displaystyle v=v_{0}+v_{1}=v_{1}} (si suppone la velocità di equilibrio del fluido nulla), e {\displaystyle \mathbf {B} =B_{0}{\hat {\mathbf {e} }}_{z}}.
Si suppongono inoltre nulle le quantità quadratiche nelle fluttuazioni.
In questo modo, prendendo le equazioni (2), (3) e (4) si ottiene:
{\displaystyle \,(2)\qquad \rho _{0}\,{\frac {\partial \mathbf {v_{1}} }{\partial t}}=-\nabla p_{0}+{\frac {1}{\mu _{0}}}(\nabla \times \mathbf {B_{0}} )\times \mathbf {B_{0}} \,} .
{\displaystyle \,(3)\qquad {\frac {\partial \mathbf {B_{0}} }{\partial t}}=\nabla \times (\mathbf {v_{1}} \times \mathbf {B_{0}} )\,} .
{\displaystyle \,(4)\qquad {\frac {\partial p_{0}}{\partial t}}=-\gamma p_{0}(\nabla \cdot \mathbf {v_{1}} )\,} .
Deriviamo ora la (2) rispetto al tempo, e inseriamo nella (2) le espressioni per {\displaystyle {\frac {\partial p_{0}}{\partial t}}} e {\displaystyle {\frac {\partial \mathbf {B_{0}} }{\partial t}}}, e otteniamo alla fine una espressione unica che lega {\displaystyle \mathbf {v_{1}} }, {\displaystyle p_{0}}, {\displaystyle \rho _{0}} e {\displaystyle B_{0}}, e cioè
{\displaystyle \,(5)\qquad \rho _{0}\,{\frac {\partial ^{2}\mathbf {v_{1}} }{\partial t^{2}}}=\gamma p_{0}\nabla (\nabla \cdot \mathbf {v_{1}} )+{\frac {1}{\mu _{0}}}\nabla \times \nabla \times (\mathbf {v_{1}} \times \mathbf {B_{0}} )\times \mathbf {B_{0}} \,} .
Ora utilizziamo la trasformata di Fourier, esprimendo le fluttuazioni di velocità come somme delle rispettive componenti di Fourier, {\displaystyle v_{1}=\sum _{k}{\tilde {v}}e^{i(\omega t-\mathbf {k} \cdot {r})}}. 
In questo modo, l'equazione (5) diventa
{\displaystyle \,(6)\qquad \rho _{0}\,\omega ^{2}{\tilde {v}}=\gamma p_{0}\mathbf {k} (\mathbf {k} \cdot {\tilde {v}})+{\frac {1}{\mu _{0}}}\left[\mathbf {k} \times \mathbf {k} \times ({\tilde {v}}\times \mathbf {B_{0}} )\right]\times \mathbf {B_{0}} \,} .
dove {\displaystyle \omega } rappresenta la frequenza dell'onda, e {\displaystyle \mathbf {k} } rappresenta il vettore d'onda.
Usando l'identità vettoriale :{\displaystyle \mathbf {A} \times (\mathbf {B} \times \mathbf {C} )=\mathbf {B} (\mathbf {A} \cdot \mathbf {C} )-\mathbf {C} (\mathbf {A} \cdot \mathbf {B} )} si ottiene alla fine
{\displaystyle \,(7)\qquad \rho _{0}\,\omega ^{2}{\tilde {v}}=\gamma p_{0}\mathbf {k} (\mathbf {k} \cdot {\tilde {v}})+{\frac {1}{\mu _{0}}}\left[(\mathbf {k} \times {\tilde {v}})(\mathbf {k} \cdot \mathbf {B_{0}} )-(\mathbf {k} \times \mathbf {B_{0}} )(\mathbf {k} \cdot {\tilde {v}})\right]\times \mathbf {B_{0}} \,} .
L'equazione (7) è un'equazione vettoriale dove compaiono il vettore d'onda {\displaystyle \mathbf {k} }, la fluttuazione di velocità {\displaystyle {\tilde {v}}}, e il campo magnetico di equilibrio {\displaystyle \mathbf {B_{0}} }. Ci sono tre soluzioni possibili all'equazione (7), una con tutti e tre i vettori paralleli, e due con due vettori fra loro paralleli, e il terzo perpendicolare.
La prima soluzione, {\displaystyle \mathbf {k} \times {\tilde {v}}=\mathbf {k} \times \mathbf {B_{0}} =0} ha come soluzione:
{\displaystyle \,(8)\qquad \rho _{0}\,\omega ^{2}{\tilde {v}}=\gamma p_{0}k^{2}{\tilde {v}}\,} .
che rappresenta un'onda di compressione (il vettore d'onda è parallelo alla fluttuazione di velocità) che si propaga con velocità
{\displaystyle \,(9)\qquad c_{s}={\sqrt {\frac {\gamma p_{0}}{\rho _{0}}}}\,} .
Si tratta delle consuete onde sonore, che si ritrovano nei fluidi conduttori e nei plasmi esattamente nello stesso modo che nei gas neutri.

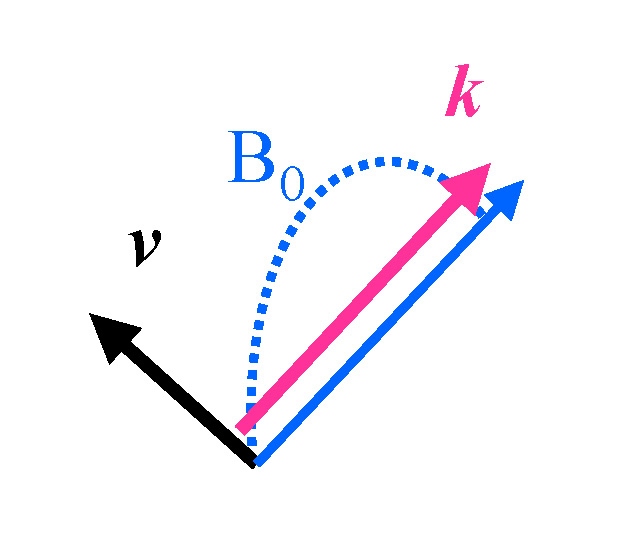
Schema del meccanismo che genera un'onda di Alfvén: la perturbazione di velocità è perpendicolare sia al vettore d'onda, sia al campo magnetico, e tende a "curvare" la linea di campo magnetico come una corda di una chitarra o di un violino. La reazione elastica del campo magnetico genera l'onda che si propaga lungo

Tuttavia, nei fluidi carichi compaiono anche delle onde nuove: prendiamo per esempio {\displaystyle \mathbf {k} } parallelo a {\displaystyle \mathbf {B_{0}} } e perpendicolare a {\displaystyle {\tilde {v}}}. In questo caso, non si tratta più di un'onda di compressione, perché {\displaystyle \mathbf {k} \cdot {\tilde {v}}=0}: si tratta piuttosto di perturbazioni in cui la velocità del fluido tende a deformare la linea di campo magnetico, come un musicista che pizzica una corda. La linea di campo magnetico tende a riportarsi nella posizione di equilibrio, e questo genera delle onde governate dall'equazione:
{\displaystyle \,(10)\qquad \rho _{0}\,\omega ^{2}{\tilde {v}}={\frac {1}{\mu _{0}}}(\mathbf {k} \times {\tilde {v}})(\mathbf {k} \cdot \mathbf {B_{0}} )\times \mathbf {B_{0}} ={\frac {1}{\mu _{0}}}k^{2}B_{0}^{2}{\tilde {v}}\,} .
Si noti in particolare la somiglianza formale della Eq.(10) con la (8): nella (10), il ruolo della pressione viene svolto da {\displaystyle B_{0}^{2}/\mu _{0}}, cioè esattamente dalla pressione magnetica. La velocità risultante è allora formalmente simile alla velocità del suono:
{\displaystyle \,(11)\qquad v_{A}={\frac {B_{0}}{\sqrt {\mu _{0}\rho _{0}}}}\,} .
Tenendo conto che la densità di un fluido carico si può esprimere in funzione della densità numerica, per es. di ioni, come {\displaystyle \rho _{0}=n_{i}m_{i}}, si ottiene pertanto l'equazione che abbiamo usato nel paragrafo precedente. 
Nell'ambito della magnetoidrodinamica, la velocità di Alfvén è la più grande velocità ammessa dalle equazioni MHD ideali, e rappresenta la velocità tipica di evoluzione di una instabilità.
La scoperta delle onde di Alfvén ebbe una grande importanza storica, perché mostrò che nei fluidi carichi si possono propagare vari tipi di onde, oltre alle onde sonore: questo ebbe un enorme influsso sulla progettazione dei sistemi di comunicazione radio, che negli anni '50 (più o meno il periodo in cui Alfvén scoprì le onde che portano il suo nome) era un settore in piena espansione.